# Gens Villia
De gens Villia was een plebejische gens in het oude Rome.
De eerste Villius, die in 449 v.Chr. opduikt in de geschiedenis, is Publius Villius, een van de tribuni plebis na de verdrijving van de decemviri legibus scribundis. De enige van de Villii die het consulaat wist te bereiken, was Publius Villius Tappulus in 199 v.Chr. De twee cognomina die in deze gens voorkwamen, waren Tappulus en Annalis. Deze laatste was afgeleid van de lex Villia annalis, die door de tribunus plebis Lucius Villius in 180 v.Chr. was ingevoerd.

## Referentie
- W. Smith, art. Villia gens, in W. Smith (ed.), A Dictionary of Greek and Roman Biography and Mythology, III, Boston, 1867, p. 1260.